# Menella lenzii
Menella lenzii är en korallart som först beskrevs av Studer 1895.  Menella lenzii ingår i släktet Menella och familjen Plexauridae. Inga underarter finns listade i Catalogue of Life.